# This Gun for Hire (1991)
This Gun for Hire  é um filme estadunidense do gênero suspense dirigido por Lou Antonio lançado em 1991. Adaptação para TV a cabo de romance de Graham Greene (1904-1991), já filmado em 1942, também como "Alma Torturada" ("This Gun for Hire"), com Alan Ladd e Veronica Lake, e em 1957, como "Atalho para o Inferno" ("Short Cut to Hell"), única direção de James Cagney.

## Resumo
Em Nova Orleans, matador profissional descobre que assassinou importante político. Perseguido pela polícia e pelos homens que o contrataram, tenta saber quem armou a cilada. 

## Elenco
- Nancy Everhard...Anne
- Robert Wagner...Raven
- Fredric Lehne...Agente Mather
- John Harkins...Boynton
- John McConnel...Tenente Leoville